# Hōfu Tenman-gū

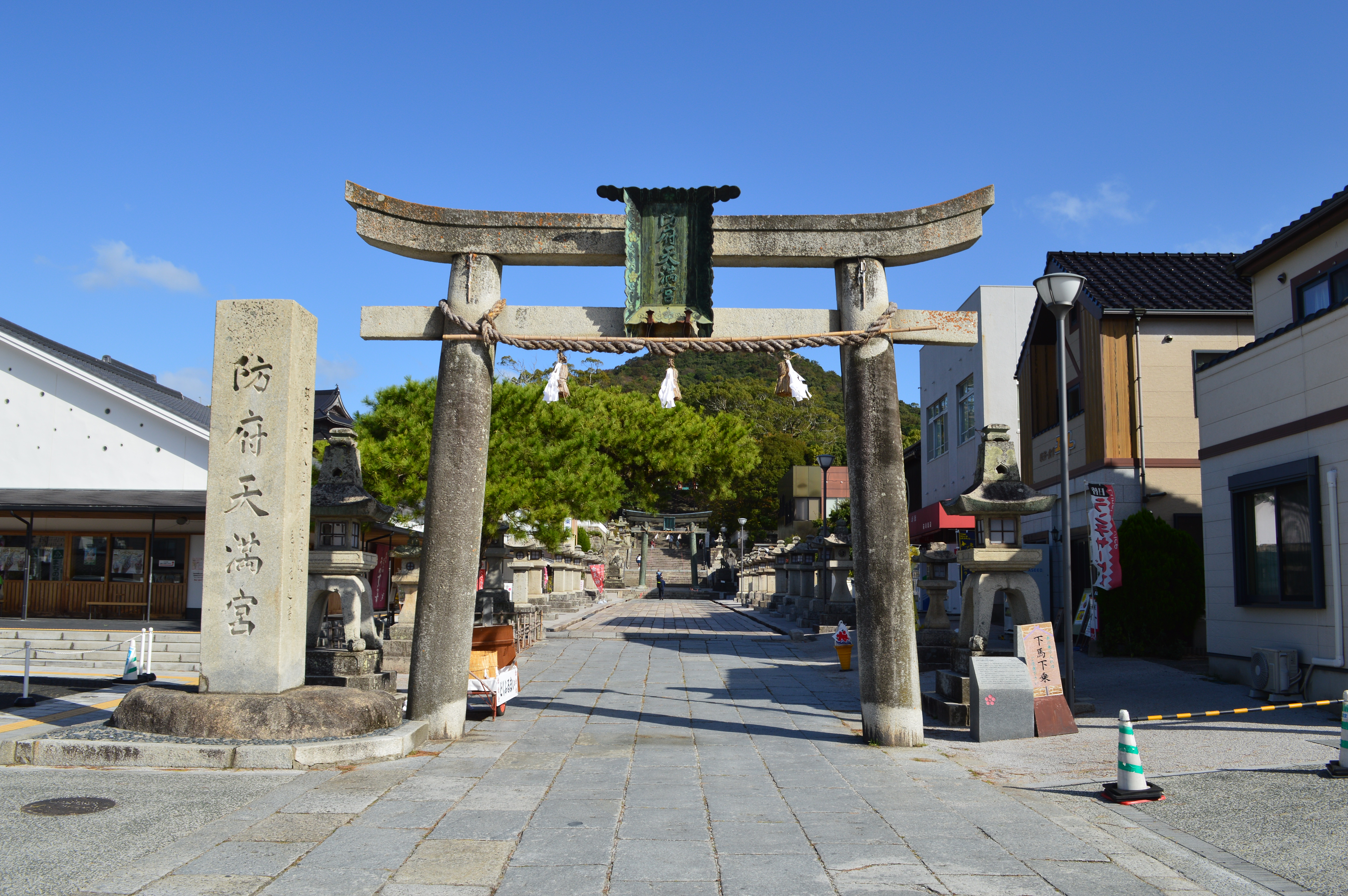
Torii du sanctuaire Tenman-gū de Hōfu.

Hōfu Tenman-gū (防府天満宮) est un sanctuaire shinto situé à Hōfu dans la préfecture de Yamaguchi au Japon fondé en 904. C'est l'un des principaux sanctuaires consacrés à Tenjin, forme déifiée de Sugawara no Michizane.